# Макогоненко, Георгий Пантелеймонович
Гео́ргий Пантелеймо́нович Макого́ненко (28 марта (10 апреля) 1912, Змиёв — 3 октября 1986, Ленинград) — советский литературовед и критик. Доктор филологических наук, профессор. Член Союза писателей СССР (1943). Участник советско-финской войны и обороны Ленинграда в годы Великой Отечественной войны.

## Биография
Родился 28 марта (10 апреля) 1912 года в Змиёве в семье Пантелеймона Никитича (1889—1969) и Марии Яковлевны (1890—1942) Макогоненко. Отец окончил в 1909 году лесную школу, работал лесничим; затем дослужился до сотрудника правительства Украинской ССР, вместе с которым был во время Великой Отечественной войны эвакуирован в город Балашов Саратовской области, а после войны переехал к сыну в Ленинград. Мать — Мария Яковлевна — дочь сапожника, с 1911 по 1922 год работала учительницей, с 1938 года — депутат Киевского горсовета, умерла в эвакуации в Балашове.
Окончив в 1929 году школу-десятилетку в Саратове, Георгий Макогоненко в 1930 году приехал в Ленинград. Работал на заводе «Красная заря» чернорабочим, калильщиком, сотрудником заводской газеты.
В 1934 году поступил в ЛИФЛИ, через год — на филологический факультет Ленинградского государственного университета, русское отделение которого окончил в 1939 году. Учился в одной группе с Л. М. Лотман. С университетом же оказалась связанной вся его дальнейшая научная биография. Будучи участником семинара Г. А. Гуковского и одним из ближайших его учеников, Макогоненко уже в студенческие годы начал углублённое исследование узловых моментов литературного и общественного развития России XVIII века. Его работы о Радищеве были замечены уже в конце 1930-х годов. В их числе была и статья «Пушкин и Радищев» (1939) — первая его пушкиноведческая работа.
С началом советско-финляндской войны ушёл добровольцем на фронт, был артиллеристом-наводчиком (демобилизован в феврале 1941 года). В 1941—1942 гг. работал редактором и начальником литературного отдела Ленинградского радиокомитета. Осенью 1942 года Макогоненко стал военным корреспондентом. Демобилизовался в 1944 году.
В сентябре 1944 поступил в аспирантуру ЛГУ и в январе 1946 там же защитил кандидатскую диссертацию «Московский период деятельности Николая Новикова». С января 1946 по 1983 работал на филологическом факультете ЛГУ. Сначала был доцентом, с 1957 — профессором на кафедре русской литературы.
В 1955 защитил докторскую диссертацию «Радищев и его время». В 1953—1956 был также членом редколлегии серии книг «Библиотека поэта».
В 1956 году был главным редактором сценарного отдела киностудии «Ленфильм». По инициативе Макогоненко на студии началась работа над фильмом «Солдаты» — по книге Виктора Некрасова «В окопах Сталинграда» (фильм вышел в 1957 году).
В ИРЛИ (Пушкинский Дом) работал с марта 1959 по совместительству в должности старшего научного сотрудника в Отделе пушкиноведения, с ноября 1969 — заведующий Группой по изучению русской литературы XVIII века.
Когда германиста В. М. Жирмунского в начале войны арестовали как «немецкого шпиона», Макогоненко позвонил из Радиокомитета по прямому телефону в НКВД и объяснил значение трудов Жирмунского, охарактеризовал его как патриота. Вскоре Жирмунского выпустили.
В свое время Г. П. Макогоненко добился, чтобы Анна Ахматова вновь получила доступ в печать. В 1949 году, к 200-летию со дня рождения Радищева, Макогоненко издал сборник его сочинений, где было приведено письмо писателя, переведенное с французского на русский А. Ахматовой. Гонорар переводчику заплатили, но имя не указали. В 1952 году, к 150-летию со дня смерти Радищева, опять вышла его книга, и в ней текст этого письма уже сопровождался именем переводчика.
На похоронах Анны Ахматовой Макогоненко выступил от имени ленинградских писателей:

Смерть человека возлагает на оставшихся обязанность быть честными и правдивыми. Не только перед скончавшимся, но перед людьми, перед собой. Этот долг един по отношению к каждому умершему. Но безмерна ответственность, когда этим умершим является поэт. <…> Сегодня перед могилой мы понимаем, что потеряли большого русского, советского поэта. Поэт Анна Ахматова останется с нами навсегда. Время — самый строгий, самый верный и беспристрастный судья. Находились критики, которые смели утверждать, что героини Ахматовой не русские женщины, но, как им кажется, не то монахини, не то блудницы… Много было хулителей и гонителей. И все они канули в вечность. Кто помнит сейчас их имена? А поэзия Анны Ахматовой мужала, она с каждым десятилетием становилась все необходимее советским людям. Ее голос небывало громко звучал по радио и со страниц газет и журналов в дни Великой Отечественной войны, в годы испытаний, обрушившихся на нашу родину. Путь Анны Андреевны завершился… Путь Анны Ахматовой к людям только начинается.
С 1965 по 1981 год руководил кафедрой русской литературы в Ленинградском университете. После 1981 года Георгий Пантелеймонович Макогоненко оставался профессором университета. В последний раз пришел в университет в сентябре 1986 года — за месяц до своей смерти.
Похоронен на кладбище в Комарово.

## Научные труды
Автор более 200 научных трудов, в том числе 17 книг. Принимал участие в коллективных трудах Института русской литературы: серийных сборниках «XVIII век» (авторская и редакторская работа), «История русской литературы» в 4 т. Т. 1 (Л., 1980); «Письма русских писателей XVIII века» (Л., 1980) и др.
Подготовил ряд изданий русских классиков: К. Н. Батюшкова, Г. Р. Державина, Н. М. Карамзина, Н. И. Новикова, А. Н. Радищева, Д. И. Фонвизина.

## Семья
- 1-й брак — Валентина Владимировна Рузина
  - Сын — Андрей Георгиевич Макогоненко (1940—1990). После развода родителей сын остался с отцом и вплоть до третьей женитьбы жил с ним и с О. Берггольц на улице Рубинштейна[5]
- 2-й брак — с 1949 года (фактически с 1943 г.) по 1962 год — Ольга Берггольц[6]
- 3-й брак — Людмила Семёновна Макогоненко (урожд. Пайкина; 1929—2004).
  - Дочь — Дарья Георгиевна Макогоненко, литературовед (26.03.1959 г.).

## Адреса в Ленинграде
До конца жизни проживал в Тульском пер. (ныне Тульская ул.), д. 8, кв. 29. Впервые этот домашний адрес зафиксирован в 1961 году в объявлении о разводе, поданном Ольгой Берггольц в газету «Вечерний Ленинград» и опубликованном 3 октября 1961 г..